# Дыбинцы
Ды́бинцы (укр. Дибинці) — село, входит в Обуховский район Киевской области Украины.
Население по переписи 2001 года составляло 1154 человека. Почтовый индекс — 09714. Телефонный код — 456133. Занимает площадь 3,05 км². Код КОАТУУ — 3220681401.

## Местный совет
09714, Киевская обл., Богуславский р-н, с. Дыбинцы